# 濱海埃文 (新澤西州)
濱海埃文（英語：Avon-by-the-Sea）是位於美國新澤西州蒙茅斯縣的自治市鎮。

## 人口
根據2020年美國人口普查的數據，濱海埃文的面積為1.40平方千米，當中陸地面積為1.10平方千米，而水域面積為0.30平方千米。當地共有人口1933人，而人口密度為每平方千米1,381人。